# Ley de Sociedades Anónimas de Delaware
La Ley General de Sociedades Anónimas de Delaware (a veces abreviada DGCL, por su título en inglés), y que conforma el Título 8, Capítulo 1 de las Leyes de Delaware, es el estatuto en las Leyes de Delaware que rige el derecho corporativo en el estado estadounidense de Delaware. El estatuto fue adoptado en 1899. Desde las reformas anticorporaciones de 1913 en Nueva Jersey bajo la gobierno de izquierda de Woodrow Wilson, Nueva Jersey perdió su competitividad y Delaware se convirtió en la jurisdicción más popular en el derecho corporativo de los Estados Unidos y ha sido descrita como la capital corporativa de facto de los Estados Unidos.
A lo largo del s. XX, Delaware se consideró un paraíso corporativo debido a sus leyes corporativas favorables a las empresas, en comparación con la mayoría de los demás estados de Estados Unidos.  El 66% de las empresas del Fortune 500, incluidas Walmart y Amazon (dos de las empresas más grandes del mundo por ingresos ) están constituidas (y por consiguiente tienen sus domicilios a efectos de notificación de procesos ) en el estado.  Más de la mitad de todas las corporaciones que cotizan en bolsa en la Bolsa de Valores de Nueva York (incluido su propietario, Intercontinental Exchange) están incorporadas en Delaware.
Se ha atribuido al estatuto la reducción de las cargas impositivas de los residentes de Delaware, ya que los ingresos del estatuto proporcionan dos quintas partes del presupuesto del estado.  En el s. XXI, las empresas especializadas de asesoría empezaron a desaconsejar a sus clientes la incorporación en Delaware, debido a decisiones cuestionables de los jueces de Delaware.

## Historia
Delaware adquirió su estatus de paraíso corporativo a principios del siglo XX. Siguiendo el ejemplo de Nueva Jersey, que había promulgado leyes favorables a las corporaciones a fines del siglo XIX para atraer empresas  de Nueva York, Delaware adoptó el 10 de marzo de 1899 una ley general de incorporación destinada a atraer más empresas. El grupo que impulsó esta legislación tenía la intención de establecer una corporación que vendería servicios a otras empresas que se constituyeran en Delaware.  Antes del surgimiento de las leyes de constitución general, la formación de una corporación requería una ley especial de la legislatura estatal. La incorporación general permite a cualquier persona formar una corporación simplemente recaudando dinero y presentando los artículos de incorporación ante el Secretario de Estado del estado.
Debido a la amplia experiencia de los tribunales de Delaware, este estado cuenta con un cuerpo de jurisprudencia más desarrollado que muchos otros estados, lo que sirve para brindar a las corporaciones y a sus abogados una mayor orientación sobre asuntos de gobierno corporativo y cuestiones de responsabilidad por transacciones. Las disputas sobre los asuntos internos de las corporaciones de Delaware generalmente se presentan en el Tribunal de Cancillería de Delaware, que es un tribunal de equidad separado, a diferencia de un tribunal de justicia. Como es un tribunal de equidad, no hay jurados; sus casos son escuchados por jueces, llamados cancilleres. Desde 2018, el tribunal está integrado por un canciller y seis vicerrectores. El tribunal es un tribunal de primera instancia, con un canciller que escucha cada caso. Los litigantes pueden apelar las decisiones finales del Tribunal de Cancillería ante la Corte Suprema de Delaware.
Delaware también ha atraído a importantes bancos de tarjetas de crédito debido a sus normas relajadas con respecto a los intereses. Muchos estados de EE. UU. tienen leyes de usura que limitan la cantidad de interés que un prestamista puede cobrar. La ley federal permite a un banco nacional “importar” estas leyes del estado en el que se encuentra su oficina principal. Delaware (entre otros) tiene leyes de interés relativamente relajadas, por lo que varios bancos nacionales han decidido ubicar su oficina principal en Delaware. Sin embargo, los bancos nacionales son corporaciones formadas bajo la ley federal, no bajo la ley de Delaware. Una corporación formada bajo la ley del estado de Delaware se beneficia de las reglas de interés relajadas en la medida en que realiza negocios en Delaware, pero está sujeta a las restricciones de las leyes de otros estados si realiza negocios en otros estados.

## Beneficios y cargas fiscales
Delaware no cobra impuestos sobre la renta a las corporaciones que no operan dentro del estado, por lo que aprovechar otros beneficios de Delaware no implica impuestos. Al mismo tiempo, Delaware tiene un impuesto particularmente agresivo para los bancos que se ubican en el estado. Sin embargo, en general, el estado es visto como un lugar positivo para propósitos de impuestos corporativos porque las leyes de incorporación favorables permiten a las compañías minimizar los gastos corporativos (logrados a través de la estandarización legal de los procesos legales corporativos), creando un núcleo en Delaware con compañías operativas a menudo en otros estados.
Además, Delaware ha utilizado su posición como estado de incorporación para generar ingresos a partir de sus leyes sobre propiedades abandonadas y no reclamadas. Según precedente de la Corte Suprema de los Estados Unidos, el estado de domicilio de una sociedad anónima puede conservar cualquier propiedad abandonada o no reclamada, como cheques sin cobrar y certificados de regalo sin canjear, si la corporación no tiene información sobre la ubicación del propietario de la propiedad. Las propiedades abandonadas le proporcionan a Delaware alrededor de 500 millones de dólares al año.
Delaware cobra un impuesto de franquicia a las sociedades anónimas en él constituidas. Los impuestos de franquicia en Delaware son más altos que en la mayoría de los demás estados de la Unión, que normalmente obtienen ingresos de los impuestos a las ganancias corporativas sobre la parte de los negocios de la corporación que se realiza en ese estado. Los impuestos de franquicia de Delaware representan aproximadamente una quinta parte de sus ingresos estatales.